# Kikser
Kikser er en dansk børnefilm fra 2000, der er instrueret af Michael W. Horsten efter manuskript af ham selv og Kim Leona.

## Handling
Kasper, 14 år, spiller fodbold med sin ven, målmanden Jon. Jon taber bolden og er skyld i, at holdet taber. Anføreren og de andre på holdet kræver en ny målmand. Kasper bliver i tvivl, hvad er vigtigst, venskabet eller at vinde?

## Medvirkende
- Aske Krohn - Kasper
- Jakob Wittig - Jon
- Casper Steffensen - Kaptajn
- Kasper Thorup - Dreng #1
- Ralf J. Hollander - Dreng #2
- Marcel Blinkenberg - Lillebror
- Morten Thunbo - Træner